# 短翅蛇䲁
短翅蛇䲁（學名：Ophiclinus brevipinnis），為輻鰭魚綱䲁形目胎䲁科蛇䲁屬的一個種，分布於東印度洋澳洲南部海域，深度可達15公尺，本魚體細長，體褐色，腹部呈黃色至橙色，側面和鰭後部有細小的白色斑點，眼睛周圍呈放射狀深色波浪線，胸鰭呈褐色，外半部透明，背鰭硬棘63-67枚、背鰭軟條1枚、臀鰭硬棘2枚、臀鰭軟條42-46枚，體長可達7公分，棲息在藻類生長的岩石區，雌魚產附著性卵，雄魚會守護卵，幼魚為浮游性，生活習性不明。